# Old Time Rock and Roll
Singles de Bob Seger and The Silver Bullet Band
We've Got Tonight
(1978) Fire Lake
(1980)
Old Time Rock and Roll est une chanson de Bob Seger extraite de l'album Stranger in Town sorti en 1978. Elle a également été publiée en single (en mars 1979) et a atteint le numéro 28 aux États-Unis (dans le Hot 100 de Billboard dans la semaine du 26 mai).
La chanson a été écrite par les auteurs-compositeurs George Jackson et Thomas Earl Jones III. Les auteurs travaillaient pour les Muscle Shoals Sound Studios, le studio où la chanson a été enregistrée. C'est l'une des rares chansons enregistrées par Bob Seger qu'il n'a pas écrites. En fait, selon le site Songfacts, bien que Seger lui aussi ait travaillé sur les paroles, il a choisi de ne pas prendre le crédit.

## Dans le filmRisky Business
Dans le film Risky Business sorti en 1983, il y a une scène dans laquelle Tom Cruise danse en sous-vêtements sur l'air de cette chanson,,. (La version utilisée est la version originale de Bob Seger.)
Cette scène est devenue culte. Il y a même des costumes d'Halloween de Tom Cruise habillé comme ça.
Comme une chanson de ce film, Old Time Rock and Roll de Bob Seger est classée 100e dans la liste des « 100 plus grandes chansons du cinéma américain » selon l'American Film Institute (AFI).

## Reprises et adaptations

### Reprises
Le groupe Status Quo reprend Old Time Rock and Roll, en 2000, sur l'album Famous in the Last Century.

### Adaptation française
En 1979, Johnny Hallyday chante Le Bon Temps du rock and roll (titre phare de son album Hollywood), adaptation française par Michel Mallory de Old Time Rock And Roll.